# Clara Alonso
Clara Alonso (Madrid, 21 de setembro de 1987) é uma modelo espanhola. Alonso foi a única modelo espanhola a desfilar na Victoria's Secret Fashion Show 2008 desde 1999. Ela tem sido o rosto de campanhas publicitárias da GUESS e X Armani Exchange. Ela está atualmente em um relacionamento com David Feito, membro da banda espanhola El Sueño de Morfeo.

## Carreira
Alonso se tornou a nova "top" espanhola da moda ao ser a única modelo espanhola no desfile da Victoria's Secret, em 2008, ela deu uma pausa na sua carreira internacional para terminar seus estudos universitários. Uma vez finalizados, trás coincidir com John Pfeiffer (renomado diretor de ‘casting’ para desfilar como destaque), lotou sua agenda com seus primeiros trabalhos no exterior. Em Florença, Diane von Furstenberg queria ela em seu desfile de moda Cruise 2008-09, e meses depois, a requisitou em Nova York para a apresentação de propostas para a primavera-verão 2009. Na Gran Manzana, também teve a oportunidade de trabalhar para Custo Barcelona.
Alonso ganhou o "Prêmio L´Oreal" como melhor modelo para Cibeles Madrid Fashion Week outono-inverno 2010. E aparece no anúncio de TV para a fragrância Agua Fresca de Rosas de Adolfo Domínguez. Realiza trabalhos publicitários para Guess e X Armani Exchange na primavera de 2011 ao lado de sua compatriota Alejandra Alonso e outros modelos como Simon Nessman e Fransico Lachowski.